# Неприводимый многочлен
Неприводимый многочлен — нетривиальный (то есть не константа) многочлен, неразложимый в произведение нетривиальных многочленов. Неприводимые многочлены являются неприводимыми элементами кольца многочленов. Нетривиальные многочлены, отличные от неприводимых, называются приводимыми.
Свойство неприводимости зависит от кольца (поля) коэффициентов  (см. раздел примеров).

## Определение
Многочлен {\displaystyle p(x_{1},x_{2},..,x_{n})} от {\displaystyle n} переменных над полем {\displaystyle k} называется неприводимым над полем {\displaystyle k}, если он является простым элементом кольца {\displaystyle k[x_{1},x_{2},..,x_{n}]}, то есть не является константой и не представим в виде произведения {\displaystyle p=qr}, где {\displaystyle q} и {\displaystyle r} ― многочлены с коэффициентами из {\displaystyle k}, отличные от констант. 
Аналогично определяется многочлен, неприводимый над целостным кольцом. 
Многочлен называется абсолютно неприводимым, если он неприводим над алгебраическим замыканием поля коэффициентов. Абсолютно неприводимые многочлены одной переменной ― это многочлены 1-й степени и только они. В случае нескольких переменных существуют абсолютно неприводимые многочлены сколь угодно высокой степени — например, любой многочлен вида
{\displaystyle p(x_{1},x_{2},..,x_{n-1})+x_{n}}
абсолютно неприводим.
Корни неприводимого многочлена, рассматриваемого для возможности говорить о корнях над расширением базового кольца, называются сопряжёнными. Например, сопряжёнными являются комплексные корни многочлена, неприводимого над полем действительных чисел.

## Свойства
- Кольцо многочленов {\displaystyle k[x_{1},x_{2}..,x_{n}]} факториально: любой многочлен разлагается в произведение неприводимых многочленов, причём это разложение определено однозначно с точностью до постоянных множителей и порядка сомножителей.
- Над полем вещественных чисел любой неприводимый многочлен одной переменной имеет степень 1 или 2, причём многочлен 2-й степени неприводим тогда и только тогда, когда он имеет отрицательный дискриминант. Действительно, любой вещественный многочлен, не имеющий действительных корней (что возможно только для чётных степеней) имеет хотя бы один чисто комплексный корень {\displaystyle z}, а тогда корнем данного многочлена является и сопряжённый к этому корню элемент {\displaystyle {\overline {z}}\neq z}; следовательно, этот многочлен делится на вещественный многочлен {\displaystyle (x-z)(x-{\overline {z}})}, что для многочлена степени 3 или выше означает приводимость.
- Над любым полем алгебраических чисел существуют неприводимый многочлен любой наперёд заданной степени; например, многочлен {\displaystyle x^{n}+px+p}, где {\displaystyle n>1} и {\displaystyle p} ― некоторое простое число, неприводим в силу критерия Эйзенштейна.
- Неприводимый многочлен над полем характеристики 0 не может иметь кратных корней ни в этом поле, ни в любом его расширении.
- Если {\displaystyle k=F_{q}} — конечное поле из {\displaystyle q} элементов, а {\displaystyle n} — натуральное число, то существует хотя бы один неприводимый многочлен степени n из {\displaystyle k[x]}.
- Предположим, что {\displaystyle A} ― целозамкнутое кольцо с полем частных {\displaystyle k} (например {\displaystyle A=\mathbb {Z} } и {\displaystyle k=\mathbb {Q} }) и {\displaystyle p\in A[x]} ― многочлен одной переменной со старшим коэффициентом 1, тогда {\displaystyle p=qr} в {\displaystyle k[x]}, причём {\displaystyle q} и {\displaystyle r} имеют старший коэффициент 1, то {\displaystyle q,r\in A[x]}.
- Редукционный критерий неприводимости. Пусть задан гомоморфизм областей целостности {\displaystyle \sigma :A\to B}. Если степень многочлена {\displaystyle \sigma (p)} совпадает со степенью многочлена {\displaystyle p} и {\displaystyle \sigma (p)} неприводим над полем частных области {\displaystyle B}, то не существует разложения {\displaystyle p=qr}, где {\displaystyle p,r\in A[x]} и отличны от константы. 
  - Например, многочлен {\displaystyle p} со старшим коэффициентом {\displaystyle 1} прост в {\displaystyle \mathbb {Z} [x]} (и, следовательно, неприводим в {\displaystyle \mathbb {Q} [x]}), если прост многочлен {\displaystyle \sigma (p)}, полученный из {\displaystyle p} редукцией коэффициентов по модулю простого числа.

## Примеры
Следующие пять многочленов демонстрируют некоторые элементарные свойства неприводимых многочленов:
{\displaystyle p_{1}(x)=x^{2}+4x+4\,={(x+2)^{2}}},
{\displaystyle p_{2}(x)=x^{2}-4\,={(x-2)(x+2)}},
{\displaystyle p_{3}(x)=x^{2}-4/9\,=(x-2/3)(x+2/3)},
{\displaystyle p_{4}(x)=x^{2}-2\,=(x-{\sqrt {2}})(x+{\sqrt {2}})},
{\displaystyle p_{5}(x)=x^{2}+1\,={(x-i)(x+i)}}, где {\displaystyle i^{2}} {\displaystyle ={-1}}.
Над кольцом {\displaystyle \mathbb {Z} } целых чисел первые два многочлена — приводимые, последние два — неприводимые. (Третий вообще не является многочленом над целыми числами).
Над полем {\displaystyle \mathbb {Q} } рациональных чисел первые три многочлена являются приводимыми, два других — неприводимыми.
Над полем {\displaystyle \mathbb {R} } действительных чисел первые четыре многочлена — приводимые, но {\displaystyle p_{5}(x)} является неприводимым. В поле действительных чисел неприводимыми являются линейные многочлены и квадратичные многочлены без действительных корней. Например, разложение многочлена {\displaystyle x^{4}+1} в поле действительных чисел имеет вид {\displaystyle (x^{2}+{\sqrt {2}}x+1)(x^{2}-{\sqrt {2}}x+1)}.
Оба множителя в данном разложении являются неприводимыми многочленами.
Над полем {\displaystyle \mathbb {C} } комплексных чисел все пять многочленов — приводимые. Фактически каждый отличный от константы многочлен {\displaystyle p(x)} над {\displaystyle \mathbb {C} } может быть разложен на множители вида:
{\displaystyle p(x)=a(x-z_{1})\cdots (x-z_{n})},
где {\displaystyle \ n} — степень многочлена, {\displaystyle \ a} — старший коэффициент, {\displaystyle \ z_{1},\ldots ,z_{n}} — корни {\displaystyle \ p(x)}. Поэтому единственными неприводимыми многочленами над {\displaystyle \mathbb {C} } являются линейные многочлены (основная теорема алгебры).

### Конечные поля
Многочлены с целочисленными коэффициентами, которые являются неприводимыми над полем {\displaystyle \mathbb {Q} }, могут быть приводимыми над конечным полем. Например, многочлен {\displaystyle x^{2}+1} является неприводимым над {\displaystyle \mathbb {Q} }, но над полем {\displaystyle \mathbb {F} _{2}} из двух элементов мы имеем:
{\displaystyle (x^{2}+1)=(x+1)^{2}.}